# Bernard Peugniez
Bernard Peugniez, né le 24 décembre 1947 à Coutiches, est un écrivain français spécialisé dans les sites cisterciens.

## Biographie
Bernard Peugniez naît à Coutiches, près de Douai, le 24 décembre 1947. Dès son enfance, il découvre de nombreux sites cisterciens, dans le Nord ou en Belgique. C'est la découverte de l'abbaye de Vaucelles qui lui donne la passion de l'histoire et de l'étude de l'ordre cistercien.
En 1974, il devient éducateur spécialisé à Saint-Amand-les-Eaux et s'occupe d'enfants handicapés, qu'il emmène l'été camper à Vaucelles et fouiller dans les ruines. En 1979, il est diplômé de l'École des hautes études en santé publique à Rennes, puis dirige plusieurs établissements médico-sociaux, notamment à Cambrai, dont le dernier, de 2000 à 2008 est une ancienne abbaye cistercienne, celle de Valloires,.
Il est également conseiller auprès du président de la Charte européenne des abbayes et sites cisterciens.

## Publications
- Bernard Peugniez, Routier des abbayes cisterciennes de France, Strasbourg, Éditions du Signe, 1994, 462 p. (ISBN 978-2-87718-151-8, OCLC 955221506)
- Bernard Peugniez, France, Abbayes et Sites cisterciens : Carte 911, Paris, IGN, 1995, 1 p. (BNF 40597785)
- Bernard Peugniez, Ancienne abbaye cistercienne de Vaucelles, Moisenay, Gaud, coll. « Le monde cistercien », 1994, 47 p. (ISBN 978-2-84080-034-7, OCLC 466461897)
- Bernard Peugniez, Routier cistercien : abbayes et sites : France, Belgique, Luxembourg, Suisse, Moisenay, Gaud, coll. « Routiers », 2001, 512 p. (ISBN 978-2-84080-044-6, OCLC 474588944)
- Bernard Peugniez et Henri Gaud, Regards sur le monde cistercien : de Cîteaux à Alcobaça, t. I, Moisenay, Gaud, 2002, 192 p. (ISBN 978-2-84080-080-4, OCLC 51574840)
- Bernard Peugniez, Le guide routier de l'Europe cistercienne : esprit des lieux, patrimoine, hôtellerie, Strasbourg, Éditions du Signe, 2012, 1155 p. (ISBN 978-2-7468-2624-3, OCLC 891520247)